# Орден Трудовой Славы
О́рден Трудово́й Сла́вы — государственная награда СССР, учреждённая 18 января 1974 года Указом Президиума Верховного Совета СССР. Работы по созданию ордена курировал секретарь Президиума Верховного Совета СССР М. П. Георгадзе. Автор рисунка ордена — художник фабрики «Гознак» Ю. М. Егоров.
Орден Трудовой Славы имеет три степени, высшей степенью ордена является первая степень. Награждение производится последовательно: сначала третьей, затем второй, потом первой степенью. Это единственный из советских орденов, вручаемых за трудовое отличие, имеющий разделение на степени. По своему статуту и льготам, предоставляемым кавалерам всех трёх степеней, орден Трудовой Славы соответствует боевому ордену Славы.
Первые награждения орденом Трудовой Славы произведены 9 августа 1974 года, орденом Трудовой Славы III степени за досрочное выполнение заданий пятилетки и социалистических обязательств были награждены:
- группа рабочих завода «Азовсталь»
- шахтёры Дальнего Востока
- горняки Кузбасской шахты «Юбилейная»

Первыми полными кавалерами ордена Трудовой Славы стали 7 января 1983 года 35 героев труда. Бурильщик производственного объединения Каспбурнефтегазпром Азербайджанской ССР Векил Гаджага оглы Аббасов получил орден Трудовой Славы I степени № 1.
Среди полных кавалеров ордена есть один Герой Социалистического Труда (Б. И. Вашакидзе) и два Героя Труда Российской Федерации (М. Н. Готовцев и В. А. Михайлов).
Последние в истории СССР награждения орденом Трудовой Славы произошли 21 декабря 1991 года.

## Статутордена
Орденом награждаются рабочие и мастера промышленности, транспорта, строительства и других отраслей материального производства, колхозники и работники сельского хозяйства, а также работники непроизводственной сферы за самоотверженный и высокопроизводительный долголетний труд на одном предприятии, в учреждении, организации, колхозе или совхозе. Также награждаются учителя (преподаватели), воспитатели, мастера производственного обучения за успехи в обучении и воспитании детей и подростков, подготовке их к жизни и труду и долголетнюю работу в одном учебно-воспитательном учреждении.
Орден Трудовой Славы состоит из трёх степеней. Высшей степенью ордена является первая степень. Награждение производится последовательно: сначала третьей, затем второй и, наконец, первой степенью.
Награждение орденом Трудовой Славы производится:
- за высокие производственные показатели, систематическое перевыполнение норм выработки и планов;
- за достижение высокой производительности труда, изготовление продукции высокого качества, экономию материалов и сокращение трудовых затрат;
- за новаторство в труде, ценные изобретения и рационализаторские предложения, активное участие в освоении и использовании новой техники и прогрессивной технологии;
- за достижение высокой урожайности сельскохозяйственных культур и продуктивности животноводства;
- за большой трудовой вклад в сокращение сроков и улучшение качества строительства производственных мощностей, культурно-бытовых объектов, жилых домов и своевременный ввод их в эксплуатацию;
- за большие успехи в обучении и воспитании молодых рабочих, колхозников;
- за успехи в обучении и воспитании детей и подростков, подготовке их к жизни и труду.

Награждение за перечисленные трудовые заслуги производится при условии долголетней работы на одном предприятии, в учреждении, организации, колхозе или совхозе, в одном учебно-воспитательном учреждении.
Награждённые орденом Трудовой Славы всех трёх степеней имеют право:
- на увеличение пенсии на 15 процентов;
- на обеспечение жилой площадью по установленным нормам в первую очередь;
- личного бесплатного проезда один раз в год (туда и обратно) железнодорожным транспортом — в мягких вагонах скорых и пассажирских поездов, водным транспортом — в каютах 1-го класса (места 1-й категории) скорых и пассажирских линий, воздушным или междугородным автомобильным транспортом;
- личного бесплатного пользования всеми видами городского пассажирского транспорта, в сельской местности — автомобильным транспортом республиканского подчинения в пределах района (за исключением такси);
- на получение бесплатной путевки в санаторий или дом отдыха (один раз в год по заключению лечебного учреждения). Выдача бесплатных путевок рабочим, мастерам производства, колхозникам, учителям (преподавателям), воспитателям, мастерам производственного обучения производится по месту работы, неработающим пенсионерам — органами, назначившими пенсии;
- на внеочередное обслуживание зрелищными и коммунально-бытовыми предприятиями, культурно-просветительными учреждениями.

Орден Трудовой Славы носится на левой стороне груди после ордена Славы и располагается в порядке старшинства степеней.

## Описание ордена

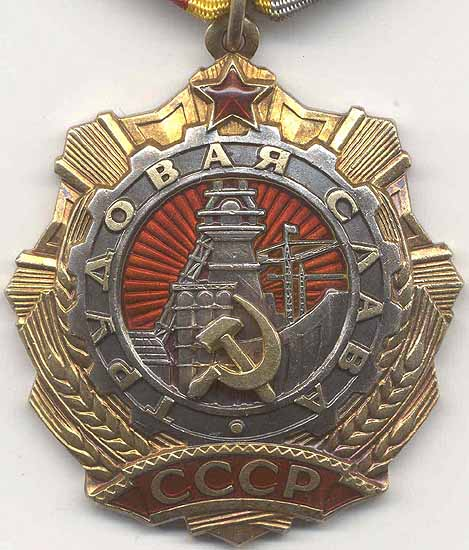
Аверс ордена I степени

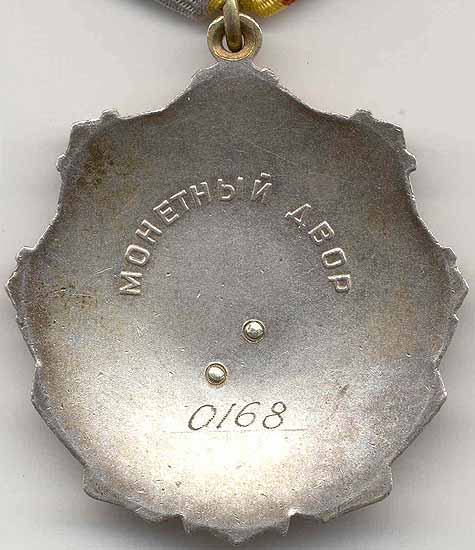
Реверс ордена

Орден Трудовой Славы I степени представляет собой слегка выпуклый позолоченный многоугольник. Многоугольник обрамлен в верхней части пятью пучками расходящихся золотистых лучей, а в нижней — венком из трёх рядов колосьев пшеницы. Колосья перевиты красной эмалевой лентой с надписью «СССР». Колосья пшеницы, надпись «СССР» и контуры ленты позолочены.
В центральной части ордена на фоне расходящихся лучей, покрытых красной эмалью, расположены рельефное оксидированное изображение доменной печи и строящейся гидроэлектростанции и накладные позолоченные серп и молот.
Центральная часть ордена окаймлена изображением шестерни с позолоченной надписью по окружности «ТРУДОВАЯ СЛАВА». Изображение шестерни оксидировано. В верхней части ордена находится пятиконечная эмалевая красная звездочка с позолоченным контуром.
Орден Трудовой Славы II степени отличается от I степени тем, что верхняя часть многоугольника с пятью пучками расходящихся лучей имеет серебристый цвет, а центральная часть ордена покрыта светло-синей эмалью.
У ордена Трудовой Славы III степени позолочены только два нижних ряда колосьев пшеницы, контуры ленты, надписи «СССР» и «ТРУДОВАЯ СЛАВА». Вся остальная поверхность ордена и накладные серп и молот оксидированы. Эмаль в центральной части ордена отсутствует.
Существует разновидность знака ордена Трудовой Славы III степени, в которой серп и молот в центральной части аверса являются частью ордена и выполнены заодно с ним, заклёпки на реверсе отсутствуют. 
Высота ордена 43 мм (47 мм включая ушко в верхней части), ширина — 41 мм.
Изготавливался Орден Трудовой Славы I, II и III степени из серебра. Серебряного содержания в ордене любой степени — 33,264±1,389 г (на 18 сентября 1975 года). Общий вес ордена I и II степени — 36,16±1,7 г. Общий вес ордена III степени 36,03±1,7 г.
Орден при помощи ушка и кольца соединен с пятиугольной колодкой, покрытой шёлковой муаровой лентой шириной 24 мм с одной продольной полосой тёмно-серого и одной полосой жёлтого цветов. Ширина тёмно-серой полосы 11 мм, жёлтой — 12 мм. Посередине жёлтой полосы находятся красные продольные полоски: для первой степени — одна, шириной 5 мм, для второй — две, шириной по 2 мм каждая, и для третьей степени — три, шириной по 1 мм каждая.

Орден Трудовой Славы 1-й степени на многотиражной марке СССР 1976 года

## История ордена
Орден Трудовой Славы — единственный из советских трудовых орденов, имевших разделение на степени. По статуту и порядку награждения, а также по льготам, предоставляемым кавалерам всех трех степеней, орден Трудовой Славы соответствует боевому ордену Славы.
Автор рисунка ордена — художник Ю. М. Егоров. Работу по созданию ордена возглавлял секретарь Президиума Верховного Совета СССР М. П. Георгадзе.
Постановлением Президиума Верховного Совета СССР от 19 февраля 1981 года награждение было распространено на рабочих и мастеров всех отраслей материального производства, а также на рабочих непроизводственной сферы. Указом Президиума Верховного Совета СССР от 25 июня 1984 года награждение было распространено на учителей, воспитателей и мастеров производственного обучения.
Первые награждения орденом Трудовой Славы произведены Указом Президиума Верховного Совета СССР от 9 августа 1974 года. За досрочное выполнение заданий пятилетки и социалистических обязательств, группа рабочих завода «Азовсталь», шахтеров Дальнего Востока и горняков Кузбасской шахты «Юбилейная» были награждены орденом Трудовой Славы III степени.
21 августа 1974 года на Московском электромеханическом заводе имени Владимира Ильича были вручены: орден Трудовой Славы III степени № 1 — слесарю-сборщику М. И. Кисину, № 2 — слесарю-сборщику В. И. Полякову и № 3 — слесарю-сборщику В. А. Сошникову Ордена Трудовой Славы III степени с последующими номерами получили проходчики шахты «Юбилейная» в Кузбассе Сергей Георгиевич Сизых (знак № 4), Николай Емельянович Зубков (знак № 5), Андрей Васильевич Козлов (знак № 6), Андрей Владимирович Кондратьев (знак № 7), Виктор Андреевич Родин (знак № 8), Пётр Иванович Сабрецкий (знак № 9) и Николай Ксенофонтович Семенюк (знак № 10).
Первые награждения орденом Трудовой Славы II степени произведены Указами Президиума Верховного Совета СССР от 23 декабря 1976 года. Этими Указами была награждена большая группа тружеников сельского хозяйства. Орден Трудовой Славы II степени № 1 был вручен механизатору совхоза «Новомихайловский» Кущёвского района Краснодарского края Н. И. Кузьменко.

## Полный кавалер ордена Трудовой Славы
Первыми полными кавалерами ордена Трудовой Славы, в соответствии с Указом Президиума Верховного Совета СССР от 7 января 1983 года, в связи с только что исполнившимся 60-летием образования СССР (30 декабря 1982 года) стали сразу 35 героев труда. Знак I степени с № 1 получил бурильщик Санчагальского управления буровых работ производственного объединения Каспбурнефтегазпром Азербайджанской ССР Векил Гаджага оглы Аббасов. Знак I степени № 2 получил тракторист колхоза им. Тукая Апостовского района Татарской АССР В. И. Аверьянов. Знак № 3 получил машинист производственной котельной Усть-Каменогорского свинцово-цинкового комбината им. В. И. Ленина Восточно-Казахстанской области Кайырбек Айжигитов. Знак № 4 ордена I степени получил комбайнер колхоза «Октябрь» Илишевского района Башкирской АССР Рагиб Марвартдинович Бабертдинов. Знаком № 5 был отмечен сталевар Магнитогорского металлургического комбината им. В. И. Ленина Николай Филиппович Батраев. В числе первых полных кавалеров ордена оказался и получивший знак ордена III степени № 4, уже упоминавшийся проходчик шахты «Юбилейная» С. Г. Сизых.
Одно из последних награждений орденом первой степени состоялось по Указу Президента СССР от 18 декабря 1991 года. Согласно этому Указу орденом была отмечена доярка племенного совхоза «Каменский» Каскеленского района Алма-Атинской области Кузьменко Валентина Александровна.
Последние награждения орденом Трудовой Славы I степени в истории СССР произошли согласно Указам Президента СССР от 21 декабря 1991 года. Указом № УП-3115 (о награждении работников железнодорожного транспорта) награждалась старший дорожный мастер Брянской дистанции пути Стененкова Валентина Александровна. Указом № УП-3121 (о награждении работников Московского метрополитена) награждались бригадир элетрослесарей-монтажников СМУ № 4 Мосметростроя Вишняков И. С. и бригадир слесарей управления специальных работ Мосметростроя Коровкин Ю. В.
Последние в истории СССР награждения орденами Трудовой Славы III и II степени произошли в тот же день, согласно Указу Президента СССР № УП-3144 от 21 декабря 1991 года «О награждении орденами и медалями СССР работников Магнитогорского промышленно-торгового обувного предприятия Российской государственной ассоциации легкой промышленности». За достижение высоких производственных показателей в увеличении выпуска товаров народного потребления орденом второй степени были отмечены вырубщица деталей Махмутова Зульфия Сагадтовна и фрезеровщица обуви Шакирова Мушарафа Хасановна. Орден третьей степени получил вырубщик деталей Долгушев Владимир Михайлович.
Всего на 1 января 1992 года орденом Трудовой Славой I степени были награждены 983 человека, II степени — 41 218, III степени — 611 242.
С 2023 года ежемесячная денежная выплата полным кавалерам ордена Трудовой Славы устанавливается в размере 61 566,28 руб.

## Современная история ордена
В соответствии с Указом Президиума Верховного совета Российской Федерации от 2 марта 1992 года № 2424-1 орден прекратил своё существование в Российской Федерации.
В соответствии с Указом Президента Российской Федерации от 2 марта 1994 года № 442 в системе государственных наград Российской Федерации орден не воссоздавался.